# Castelo de Pierre-Percée
O Château de Pierre-Percée é um castelo em ruínas do século XII. Localizado na comuna de Pierre-Percée, no departamento de Meurthe-et-Moselle, França.